# Huw Ceredig
Huw Ceredig, rodným jménem Huw Ceredig Jones, (22. června 1942 – 16. srpna 2011) byl velšský herec. Narodil se ve vesnici Brynamman v hrabství Carmarthenshire na jihozápadě Walesu. Jeho mladšími bratry byli zpěvák a politik Dafydd Iwan a politik Alun Ffred Jones. Studoval na Llandovery College. V roce 1974 začal hrát ve velšskojazyčné mýdlové opeře nazvané Pobol y Cwm. V obsazení seriálu zůstal po dobu 29 let, do roku 2003. Později hrál například ve filmech Twin Town (1997) a Na hraně lásky (2008). Roku 2006 vyšla jeho autobiografická kniha nazvaná Cofio Pwy Ydw I. Zemřel roku 2011 ve věku 69 let.